# Antoine de Morlhon

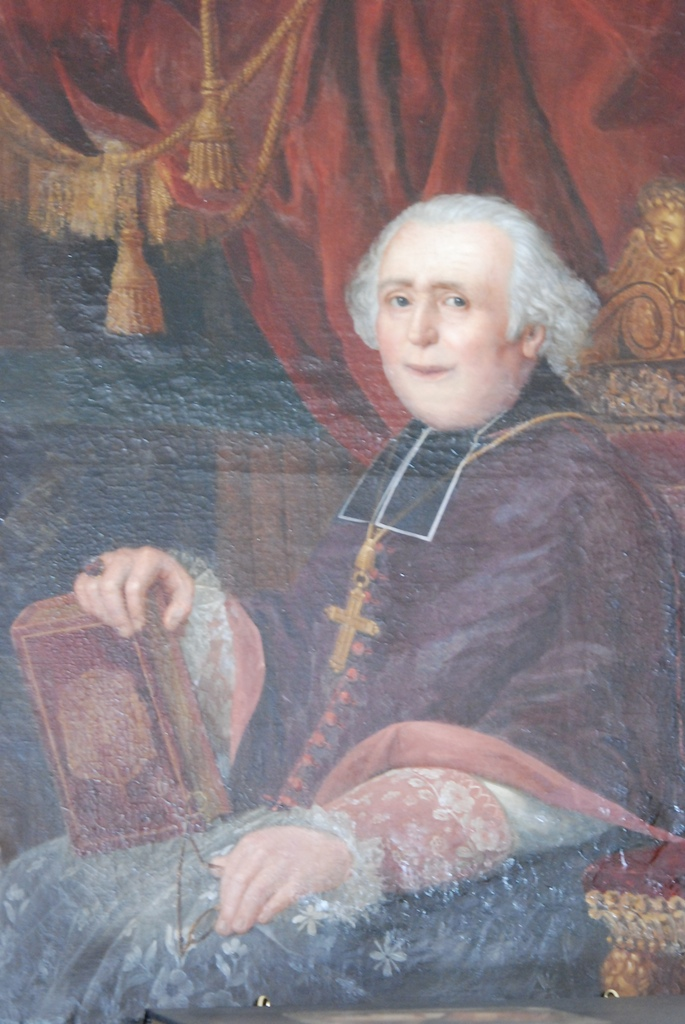
graaf-aartsbisschop de Morlhon

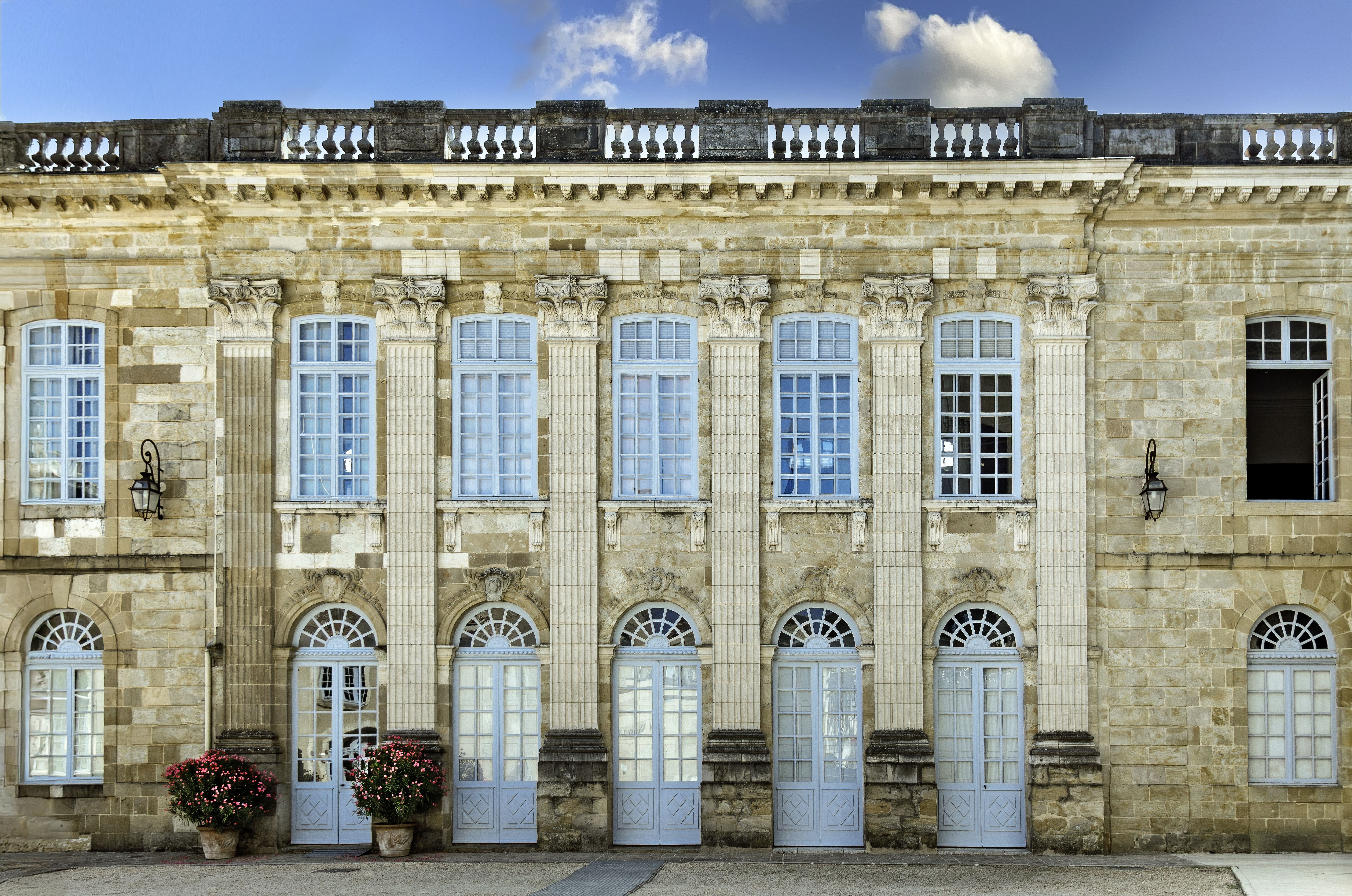
Prefectuur van Gers / aartsbisschoppelijk paleis van Auch

André Étienne Antoine de Morlhon (Villefranche-de-Panat, 12 oktober 1753 – Auch, 14 januari 1828) was aartsbisschop van Auch (1823-1828) en titulair graaf van Auch.

## Levensloop
Morlhon groeide op in Millau en op andere plaatsen in het graafschap Rouergue. Vandaag is dit het Frans departement Aveyron. Voor de Franse Revolutie was hij vicaris-generaal en officiaal in het bisdom Clermont-Ferrand en het bisdom Carcassonne. Na de Franse Revolutie dook hij onder en werd meerdere malen gevangen gezet.
In 1822 werd het aartsbisdom Auch heropgericht. In 1823 kreeg Morlhon de wijding tot aartsbisschop van Auch. Het voormalig aartsbisschoppelijk paleis was in gebruik door het bestuur van het departement Gers. Morlhon kreeg toestemming zijn residentie in te richten in de zuidelijke vleugel van het gebouw, naast het departement justitie. In zijn korte periode als bisschop kon hij een katholieke middelbare school bouwen, op kosten van het aartsbisdom. Hij hield zich ook bezig met de studies van zijn neef, Auguste de Morlhon, later bisschop van Le Puy.
Koning Karel X van Frankrijk schonk Morlhon de titel van graaf van Auch en van pair van Frankrijk, op 5 november 1827. 
Een jaar later overleed Morlhon. Hij werd begraven in de kathedraal Sainte-Marie in Auch.